# IT-Alert
IT-Alert è un sistema di avviso e di allarme pubblico per l'informazione diretta alla popolazione, che dirama ai telefoni cellulari presenti in una determinata area geografica, tramite tecnologia Cell Broadcast, messaggi utili, anche in caso di gravi emergenze o catastrofi imminenti o in corso ad esempio terremoti, maremoti, vulcani attivi ecc..
IT-Alert è attualmente in fase di sperimentazione, con la possibilità tutt’oggi d'essere usato attivamente anche "in alcuni casi specifici di gravi emergenze e catastrofi imminenti o in corso".

## Caratteristiche
Cell Broadcast implementato
     Cell Broadcast in fase di implementazione/sperimentazione
     Messaggi di allerta via SMS (LB-SMS)
     LB-SMS in aggiornamento a Cell Broadcast

Varie fasi di adozione del sistema di allarme pubblico EU-Alert nell'Unione Europea.
Cell Broadcast implementato
Cell Broadcast in fase di implementazione/sperimentazione
Messaggi di allerta via SMS (LB-SMS)
LB-SMS in aggiornamento a Cell Broadcast

Quando sarà operativo, per determinati eventi emergenziali, il Servizio Nazionale della protezione civile con IT-Alert integrerà le modalità di informazione e comunicazione già previste per informare la popolazione. Lo scopo è quello di favorire l’adozione delle misure di auto-protezione da parte del cittadino, in base al tipo di rischio e di contesto in cui egli si trova.
IT-alert, infatti, si affianca ai sistemi di allarme già esistenti anche a livello locale, non è salvifico in sé, ma è finalizzato, rispetto a un determinato evento avvenuto o imminente, a consentire la diramazione rapida delle prime informazioni sulle possibili situazioni di pericolo.
Cosi come in altri sistemi in uso nel mondo, l'allerta viene ricevuta da tutti i dispositivi mobili presenti nell'area interessata dall'emergenza o dall'evento calamitoso, mostrando una notifica in primo piano, insieme a un segnale acustico distinto da quello usato normalmente dal proprio apparato.
IT-Alert recepisce la direttiva UE 2018/1972 in merito alla creazione di un "sistema di allarme pubblico" comunitario (EU-Alert). Nel febbraio 2023, è stata approvata la normativa che disciplina l'uso del sistema di allerta.
Il sistema IT-Alert è conforme allo standard internazionale "Common Alerting Protocol" (CAP) per garantire la completa interoperabilità con altri sistemi, nazionali e internazionali, di divulgazione di allerte, allarmi di emergenza e avvisi pubblici.
Il sistema è abilitato per impostazione predefinita sia sui dispositivi iOS (Apple), sia sui dispositivi basati su Android. I produttori hanno previsto la possibilità di disabilitare le notifiche IT-Alert seguendo le istruzioni.

## Storia

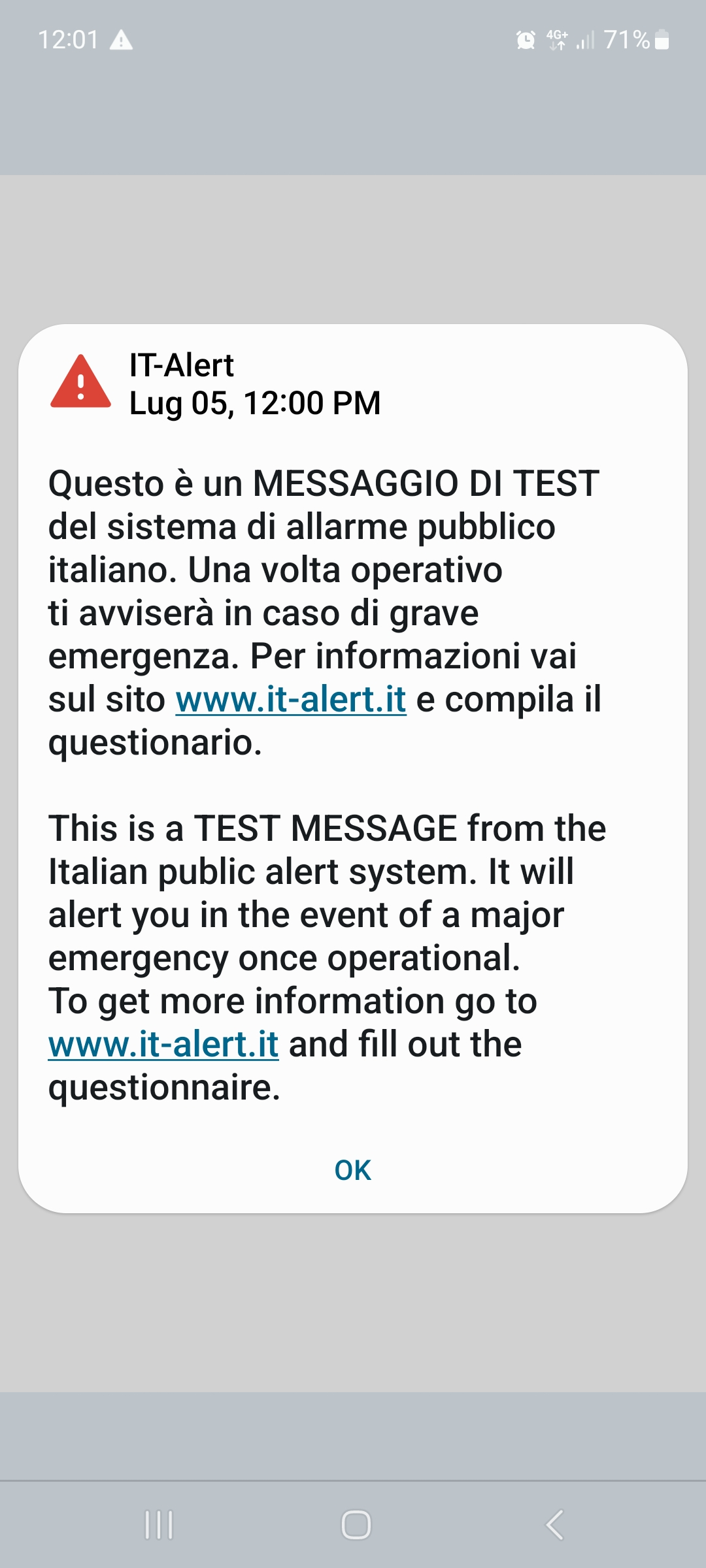
Avviso di emergenza wireless IT-Alert - Messaggio di Test

### Sviluppo e test
Il sistema ha iniziato la sua fase di sviluppo nel 2019, seguita prima da diversi test online sulla piattaforma Telegram nel 2020, e poi dalle esercitazioni a Stromboli e nello Stretto di Messina nel 2022.
Il 28 giugno 2023 si è svolto il primo test su larga scala del sistema di allarme all'interno della regione Toscana, seguito da una campagna di test regionali in Sardegna, Sicilia, Calabria ed Emilia-Romagna nelle due settimane successive, mentre il 12 settembre si è svolto un secondo test nelle regioni Campania, Friuli-Venezia Giulia, Lombardia e nelle Marche, seguito il 14 settembre dal test nelle regioni Piemonte, Puglia e Umbria. Questi test sono continuati a livello regionale e nazionale sino alla fine dell'anno al fine di approfondire l'effettiva operatività del sistema grazie ad appositi questionari online sottoposti ai cittadini durante le prove. Il 21 settembre si è svolto un test nella regione Veneto che sarebbe dovuto essere in concomitanza con quello della regione Lazio, ma quest'ultimo è stato rimandato al 27 settembre insieme alla Liguria. Infine il 13 ottobre nella Provincia Autonoma di Bolzano.
Nel corso del 2024 e del 2025 sono stati svolti test periodici dedicati a scenari di rischio specifici con l'obiettivo di verificare il corretto funzionamento del sistema, per migliorarne l’efficacia e mantenere l’attenzione della popolazione sui potenziali rischi ai quali è esposta.

### Utilizzo reale
Il sistema IT-Alert è stato attivato per la prima volta il 9 dicembre 2024, in seguito all'esplosione presso il deposito Eni di Calenzano, vicino a Firenze. L'allarme è stato inviato ai cellulari nel raggio di 5 km dall'incidente.
Il 25 aprile 2025 in occasione dei funerali di Papa Francesco, IT-Alert è stato utilizzato per fornire indicazioni utili a tutti coloro che si trovano o intendevano recarsi a Piazza San Pietro.